# Bùi Văn Anh
Bùi Văn Anh (12 tháng 10 năm 1930 – 30 tháng 5 năm 2001) là nhà ngoại giao và luật sư Việt Nam Cộng hòa, từng giữ chức Tham tán Đại sứ quán Việt Nam Cộng hòa tại Trung Hoa Dân Quốc, Đại sứ Việt Nam Cộng hòa tại Thụy Sĩ và các chức vụ khác.

## Tiểu sử
Bùi Văn Anh sinh ngày 12 tháng 10 (có thuyết nói là ngày 20 tháng 10) năm 1930 tại Rạch Giá, Nam Kỳ, Liên bang Đông Dương.:12
Năm 1953, ông được cấp phép hành nghề luật sư tại Đại học Hà Nội.:12 Năm 1957, ông tốt nghiệp kỳ thi luật sư ở Sài Gòn.:12 Từ năm 1945 đến năm 1957, ông là luật sư tại Tòa Phúc thẩm Sài Gòn, và từ năm 1958 đến năm 1964 là luật sư tại Tòa Phúc thẩm Cần Thơ.:12
Năm 1965, ông giữ chức Tham tán Đại sứ quán Việt Nam Cộng hòa tại Hoa Kỳ, và Tham tán Đại sứ quán Việt Nam Cộng hòa tại Trung Hoa Dân Quốc năm 1966–1969.:12 Tháng 1 năm 1970, ông làm Đại biện lâm thời Đại sứ quán Việt Nam Cộng hòa tại Hy Lạp.:12
Từ năm 1970 đến năm 1971, ông làm Đại biện lâm thời Đại sứ quán Việt Nam Cộng hòa tại Thụy Sĩ, và từ năm 1972 đến năm 1975, ông là Đại sứ Việt Nam Cộng hòa tại Thụy Sĩ.:12
Ông qua đời ngày 30 tháng 5 năm 2001 tại Hoa Kỳ.

## Đời tư
Ông là người tin theo tín ngưỡng Phật giáo. Từng kết hôn và có ít nhất bảy người con.:12